# Nancy Carell
Nancy Ellen Carell (geboren als Nancy Ellen Walls) (Cohasset (Massachusetts), 19 juli 1966) is een Amerikaans actrice en comédienne. 

## Biografie
Carell maakte van september 1995 tot en met mei 1996 deel uit van de cast van het komedieprogramma Saturday Night Live. Ze was samen met haar echtgenoot niet alleen te zien in The Office US maar ook in de aan hem opgehangen film The 40 Year Old Virgin, waarin ze een bijrolletje heeft als adviseur in het gezondheidscentrum. Eerder speelde ze een stewardess in Anger Management.
Walls trouwde in 1995 met acteur en komiek Steve Carell, waarop ze zijn achternaam aannam. Ze kregen een dochter in 2001 en een zoon in 2004. 

## Filmografie
*Exclusief televisiefilms
- Seeking a Friend for the End of the World (2012)
- Bridesmaids (2011)
- The 40 Year Old Virgin (2005)
- Anger Management (2003)

## Televisieseries
*Exclusief eenmalige gastrollen
- Angie Tribeca - Mrs. Perry (2016, twee afleveringen)
- The Office US - Carol Stills (2005-2013, zeven afleveringen)
- The Goode Family - Helen Goode (2009, dertien afleveringen - stem)
- The Daily Show - Correspondent (1999-2002)
- Random Play - Verschillende (1999, drie afleveringen)
- Saturday Night Live - Verschillende (1995-1996, achttien afleveringen)

- Biblioteca Nacional de España: XX5813052
- Library of Congress Control Number: no2013021006
- Virtual International Authority File: 296855993
- WorldCat: E39PBJwtjmBG9jFq8VMp4bg7pP